# Колібрі-якобін синьоголовий
Колібрі-якобін синьоголовий (Florisuga mellivora) — вид птахів родини колібрієвих (Trochilidae).

## Поширення
Вид поширений в Центральній і Південній Америці від Мексики до Болівії. Мешкає у верхньому ярусі і узліссях вологого лісу, а також у напіввідкритих ландшафтах, таких як високий вторинний ліс, галерейний ліс, а також плантації кави та какао.

## Опис
Зазвичай ці птахи досягають 12 см завдовжки, а важать близько 6 г. У самця яскраво-синє пір'я на голові та грудях, спина зелена. Черево білого кольору. Крила темно-коричневі. Самиця ж в основному зелена, і яскраво синього пір'я на голові та грудях у неї немає. Біля дзьоба іноді є жовта або біла цятка.

## Підвиди
Таксон включає два підвиди:
- Florisuga mellivora mellivora (Linnaeus, 1758) — поширений від південної Мексики до Болівії та Бразилії, а також до Тринідаду.
- Florisuga mellivora flabellifera (Gould, 1846) — ендемік острова Тобаго.